# Ixorida philippei
Ixorida philippei är en skalbaggsart som beskrevs av Sakai och Shinji Nagai 1998. Ixorida philippei ingår i släktet Ixorida och familjen Cetoniidae. Inga underarter finns listade i Catalogue of Life.